# Pyridinium
Pyridinium je kation se vzorcem (C5H5NH)+, konjugovaná kyselina pyridinu. Jsou také známy kationty odvozené od substituovaných pyridinů, jako jsou pikoliny, lutidiny a kolidiny. Pyridinium a jeho substituované deriváty se připravují reakcemi příslušných pyridinů s kyselinami.
Protože pyridin je v chemických reakcích častou zásadou, tak se pyridiniové soli vytvářejí při mnoha acidobazických reakcích. Obvykle jsou nerozpustné v organických rozpouštědlech, takže srážení pyridiniových komplexů ukazuje na probíhající reakci.
Pyridiniový ion je aromatický a izoelektronický s benzenem.

## N-alkylpyridiniové kationty

Nikotinamidadenindinukleotid je N-alkylpyridiniovým kationtem vyskytujícím se v živých organismech.

Nahrazením kyselého protonu alkylovými skupinami vznikají N-alkylpyridiniové ionty, jako je například N-methylpyridinium ([C5H5NCH3]+). Tyto ionty se vyskytují jako elektrofilní meziprodukty organických syntetických reakcí, kde vytváří nearomatické dihydropyridiny.
Významnou sloučeninou obsahující pyridiniové kationty je herbicid paraquat.